# Вершина (геометрия)
Вершина — точка, в которой две кривые, две прямые либо два ребра сходятся.
Из этого определения следует, что точка, в которой сходятся два луча, образуя угол, является вершиной, а также ею являются угловые точки многоугольников и многогранников.

## Определение

### Вершина угла

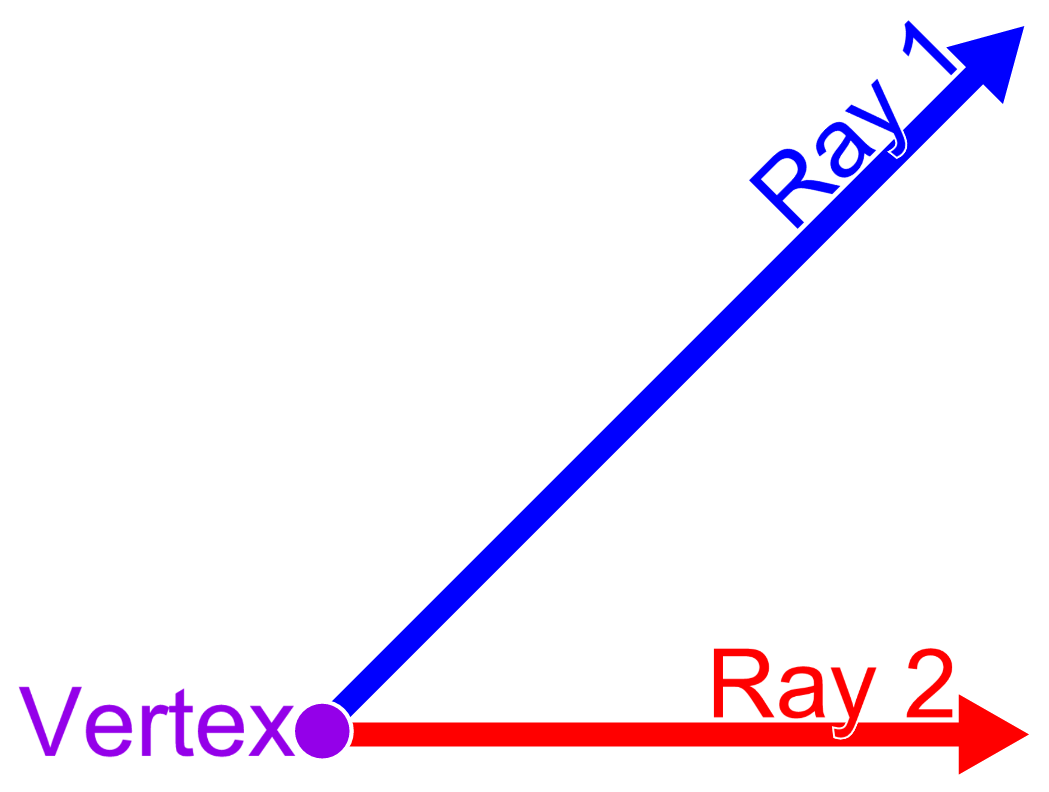
Вершина угла — это точка, откуда берут начало два луча.

Вершина угла — это точка, откуда берут начало два луча; где сходятся два отрезка; где две прямые пересекаются; где любая комбинация лучей, отрезков и прямых, образующих две (прямолинейные) «стороны», которые сходятся в одной точке.

### Вершина многоугольника многогранника
Вершина — это угловая точка многоугольника или многогранника (любой размерности), иначе говоря его 0-мерная граней.
В многоугольнике вершина называется «выпуклой», если внутренний угол многоугольника меньше π радиан (180° — два прямых угла).
В противном случае вершина называется «вогнутой».
Более обще, вершина многогранника является выпуклой, если пересечение многогранника с достаточно малой сферой, имеющей вершину в качестве центра, представляет собой выпуклую фигуру; в противном же случае вершина является вогнутой.
Вершины многогранника связаны с вершинами графа, поскольку многогранника является графом, вершины которого соответствуют вершинам многогранника, а следовательно, граф многогранника можно рассматривать как одномерный симплициальный комплекс, вершинами которого служат вершины графа. Однако, в теории графов вершины могут иметь менее двух инцидентных рёбер, что обычно не разрешается для вершин геометрических. Также имеется связь между геометрическими вершинами и вершинами кривой, точками экстремумов её кривизны — вершины многоугольника в некотором смысле являются точками бесконечной кривизны, и, если многоугольник приблизить гладкой кривой, точки экстремальной кривизны будут лежать вблизи вершин многоугольника. Однако, приближение многоугольника с помощью гладкой кривой даёт дополнительные вершины в точках минимальной кривизны.

### Вершины плоских мозаик
Вершина плоской мозаики (замощения) — это точка, где встречаются три и более плиток мозаики, но не только: плитки замощения также являются многоугольниками, а вершины мозаики являются вершинами этих плиток. Более обще, замощение можно рассматривать как вид топологического CW-комплекса. Вершины других видов комплексов, таких как симплициальные, — это грани нулевой размерности.

## Основная вершина

Вершина B является «ухом», поскольку открытый отрезок между вершинами C и D лежит полностью внутри многоугольника. Вершина C является «ртом», поскольку открытый отрезок между A и B лежит полностью вне многоугольника.

Вершина {\displaystyle x_{i}} простого многоугольника {\displaystyle P} является основной вершиной, если диагональ {\displaystyle [x_{i-1},x_{i+1}]} пересекает границы {\displaystyle P} только в точках {\displaystyle x_{i-1}} и {\displaystyle x_{i+1}}. Существует два типа основных вершин: «уши» и «рты» (см. ниже).

### «Уши»
Основная вершина {\displaystyle x_{i}} простого многоугольника {\displaystyle P} называется «ухом», если диагональ {\displaystyle [x_{i-1},x_{i+1}]} лежит полностью в {\displaystyle P}. (см. также выпуклый многоугольник)

### «Рты»
Основная вершина {\displaystyle x_{i}} простого многоугольника {\displaystyle P} называется «ртом», если диагональ {\displaystyle [x_{i-1},x_{i+1}]} лежит вне {\displaystyle P}.

## Число вершин многогранника
Любая поверхность трёхмерного выпуклого многогранника имеет эйлерову характеристику:
{\displaystyle V-E+F=2,}
где {\displaystyle V} — число вершин, {\displaystyle E} — число рёбер, а {\displaystyle F} — число граней. Это равенство известно как уравнение Эйлера. К примеру, куб имеет 12 рёбер и 6 граней, а потому — 8 вершин: {\displaystyle 8-12+6=2}.

## Вершины в компьютерной графике
В компьютерной графике объекты часто представляются как триангулированные многогранники, в которых вершинам объекта сопоставляются не только три пространственные координаты, но и другая необходимая для правильного построения изображения объекта графическая информация, такая как цвет, отражательная способность, текстура, нормали вершин. Эти свойства используются при построении изображения с помощью вершинного шейдера, части обработчика вершин.